# Хильперт, Фридрих
Фридрих Хильперт (нем. Friedrich Hilpert; 4 марта 1841, Нюрнберг — 6 февраля 1896, Мюнхен) — немецкий виолончелист.
Учился у Фридриха Грюцмахера в Лейпцигской консерватории. В 1866—1875 гг. виолончелист Флорентийского квартета. После ухода из квартета в течение года преподавал в Венской консерватории и играл в оркестре Венской придворной оперы, в этот же период выступал в составе Квартета Хельмесбергера — в частности, участвовал в премьере Фортепианного квартета № 3 Иоганнеса Брамса Op.60 (18 ноября 1875, партию фортепиано исполнял автор). Затем перешёл в Мейнингенский придворный оркестр, с которым много гастролировал как солист, и, наконец, с 1884 г. играл в Баварском королевском оркестре (одновременно преподавая в Мюнхенской консерватории). 3 ноября 1890 г. участвовал в премьере двух фортепианных квартетов Антонина Дворжака Op.87 в Мюнхене.